# Rypin
Rypin – miasto w Polsce położone we wschodniej części województwa kujawsko-pomorskiego, siedziba władz powiatu i gminy.
Rypin był miastem królewskim Korony Królestwa Polskiego.
Położone na szlaku wiodącym z Kujaw na Warmię i z Pomorza na Mazowsze. Leży w północno-wschodniej części historycznej ziemi dobrzyńskiej nad rzeką Rypienicą – dopływem Drwęcy.

## Położenie
Geograficznie obszar otaczający Rypin należy do Pojezierza Rypińskiego. Ze względu na duże skupiska jezior znajdujących się na terenie gmin powiatu rypińskiego.
Według danych z roku 2018 Rypin ma obszar 10,96 km², w tym:
- użytki rolne: 65%
- użytki leśne: 4%

Miasto stanowi 1,87% powierzchni powiatu.
W latach 1975–1998 miasto administracyjnie należało do województwa włocławskiego.

## Historia

Rypienica – rzeka przepływająca przez Rypin. Uchodzi do rzeki Drwęcy

Rypin jest jedną z najstarszych polskich miejscowości. Pierwsze informacje o nim pochodzą z tzw. Przywileju Bolesława Śmiałego dla klasztoru Benedyktynów w Mogilnie z dnia 11 kwietnia 1065 roku. Już w XI w. gród stał się stolicą odrębnej jednostki terytorialnej, zwanej kasztelanią, a od XIV w. – powiatu. W ciągu tysiąclecia swych dziejów, Rypin czterokrotnie pozbawiany był swej pozycji stoicy północnej części ziemi dobrzyńskiej. Dochodziło do tego z różnych przyczyn w latach 1236–1300 (rozbicie dzielnicowe), 1797–1866 (zabory, do momentu utworzenia powiatu rypińskiego w 1866), 1916–1918 (I wojna światowa), 1975–1998 (po gierkowskiej reformie administracyjnej). Podczas okupacji niemieckiej w latach 1942–1945 niem. Rippin.

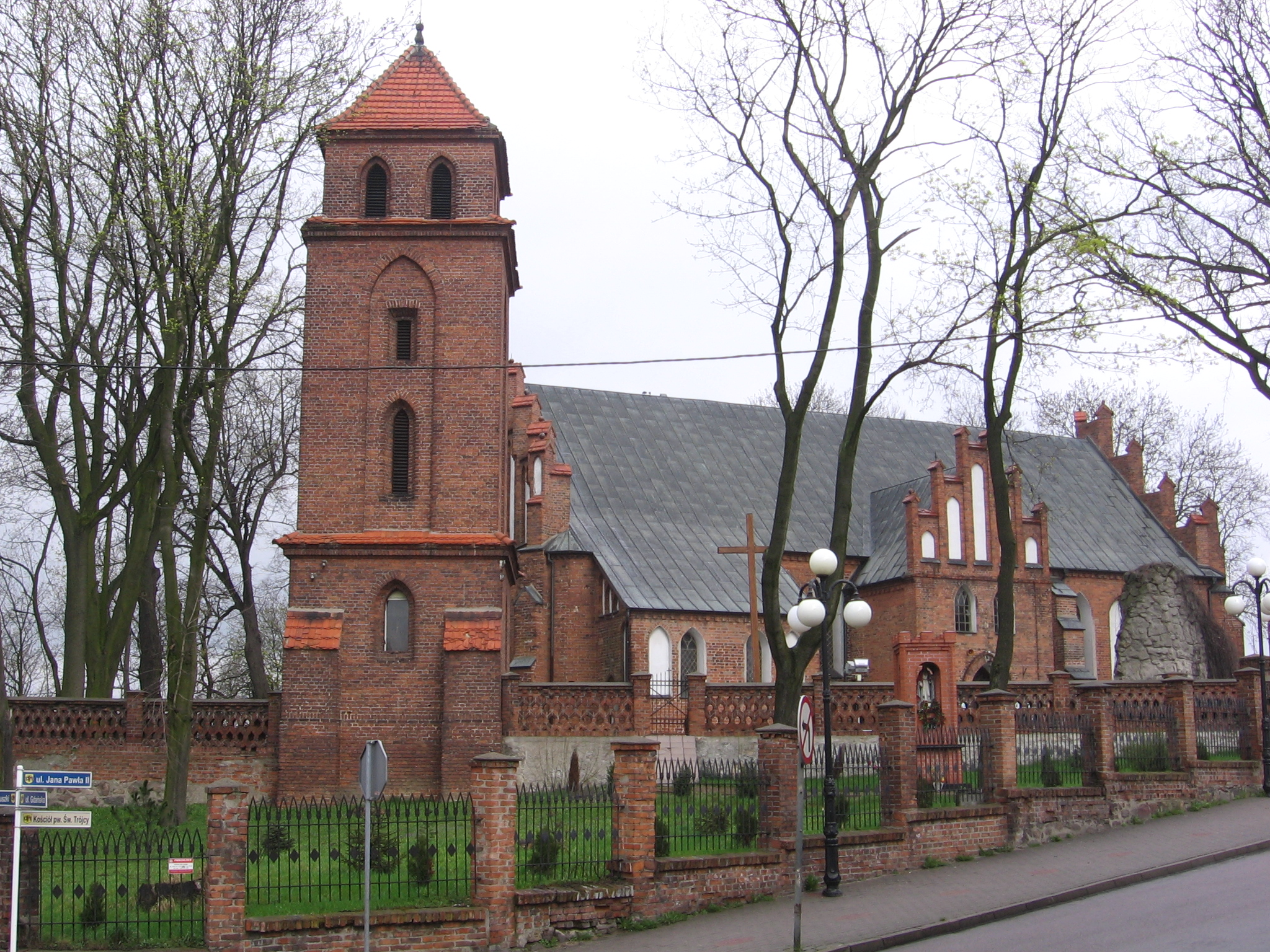
Kościół Świętej Trójcy

Pierwotny gród rypiński zlokalizowany był na terenie obecnej wsi Starorypin i wielokrotnie padał ofiarą najazdów plemion bałtyckich (Prusów i Litwinów), a od końca XIII w. – Krzyżaków. Ośrodek w Starorypinie w początkach XIV wieku posiadał murowany kościół bożogrobców NMP i Św. Piotra i Pawła. Prawdopodobnie między 1323 a 1326 rokiem otrzymał także prawa miejskie. Do całkowitej ruiny doprowadził miasto najazd krzyżacki z 1329 r. Odbudowa miasta nastąpiła już na nowym, łatwiejszym do obrony, miejscu. Centrum nowego Rypina stało się wzgórze nad Rypienicą, w pobliżu jeziora (obecnie ulice: Rynek, Jana Pawła II, Gdańska, Kilińskiego, Powstania Styczniowego). W 1343 r. ziemia dobrzyńska wraz z Rypinem wróciła w granice Królestwa Polskiego. Przywilej lokacyjny dla Rypina odnowił 24 czerwca 1345 r. Władysław Garbaty, książę dobrzyński. W XIV wieku Rypin był otoczony murami obronnymi z dwiema bramami: sierpecką na południu i drugą – przed mostem na Rypienicy. W mieście znajdował się kościół św. Trójcy i nieopodal zamek. W okresie XIV i XV w. Rypin trzykrotnie trafiał w ręce krzyżackie, odbijany przez Polskę. Dopiero po II pokoju toruńskim (1466) miasto – wraz z całą ziemią dobrzyńską – wróciło ostatecznie do Korony Polskiej (oznaczało to stabilizację polityczną i zanik granicy, więc i brak zagrożenia ze strony Krzyżaków ze względu na ponowne przyłączenie sąsiedniej ziemi chełmińskiej w granice Polski). Gdy ponownie znalazł się w granicach Polski, stał się miejscem w którym zbierał się sąd ziemski, jeden z trzech w ziemi dobrzyńskiej. Rypin pod koniec XVI w. liczył około 900 mieszkańców i posiadał trzy kościoły: parafialny św. Trójcy, św. Ducha, oraz św. Wojciecha, znajdujący się w miejscu obecnej kaplicy św. Barbary. W odległości ok. 2,5 km od miasta, w Starorypinie, znajdował się także murowany kościół Wniebowzięcia NMP oraz św. Piotra i Pawła. Spokojny rozwój trwał do XVII w., gdy najazdy szwedzkie zrujnowały Rypin, tak jak wiele innych miast. Nie oszczędziła go także wojna północna z lat 1700–1721. Miasto odżyło ok. połowy XVIII w., niewątpliwy wpływ na to miało osiedlanie się Żydów, którzy rozwijali miejscową gospodarkę.

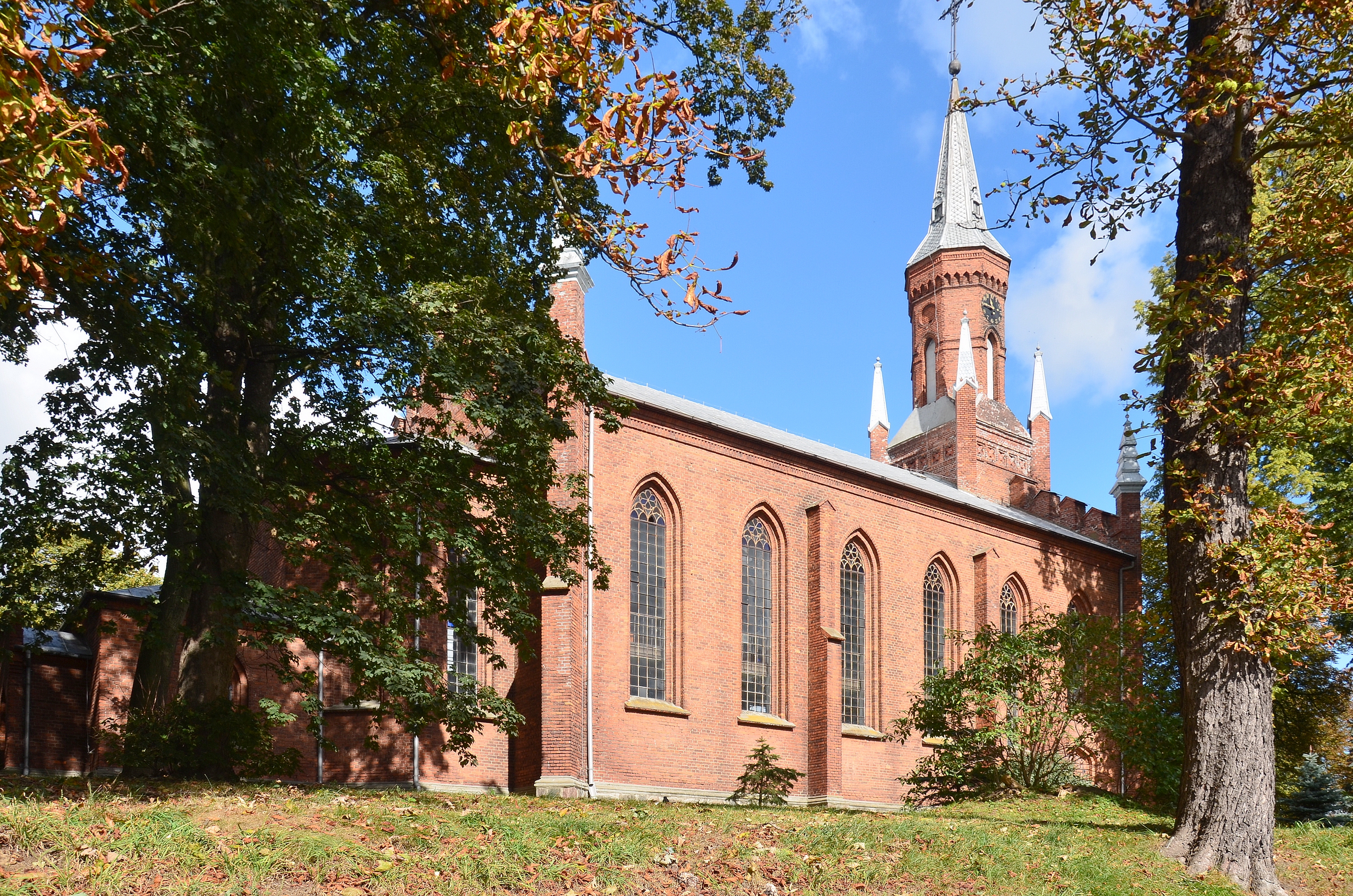
Kościół ewangelicko-augsburski

Po II rozbiorze Polski, w 1793 r., Rypin znalazł się przejściowo w granicach państwa pruskiego, by w 1807 r. trafić do utworzonego przez Napoleona Księstwa Warszawskiego, a po kongresie wiedeńskim w 1815 r. – do Królestwa Polskiego w składzie Imperium Rosyjskiego (pod zaborem rosyjskim). W 1866 roku powstał powiat rypiński (wydzielony z powiatu lipnowskiego) należący do guberni płockiej.

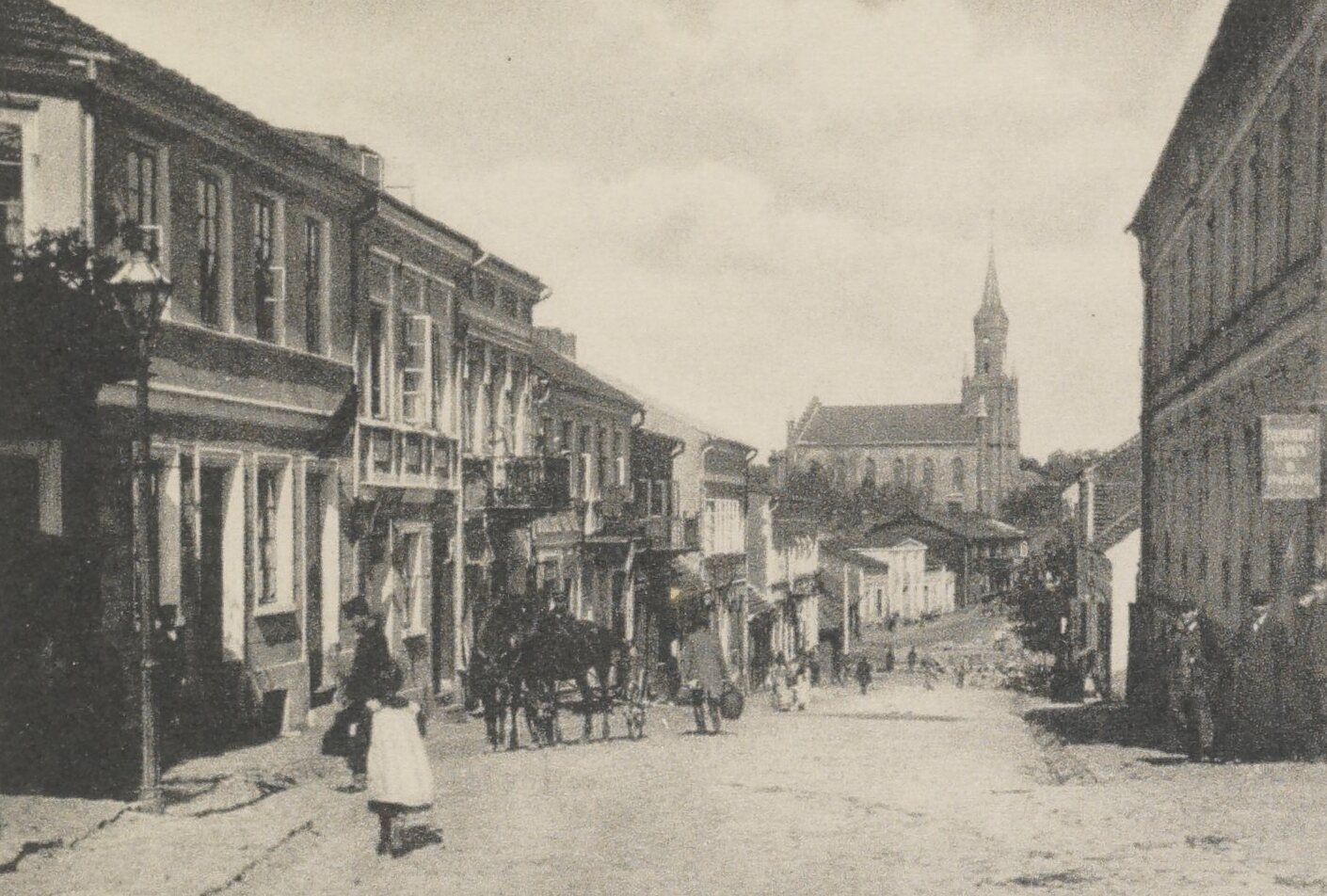
Widok Rypina przed 1908

W XIX w. w Rypinie i okolicach miało miejsce wiele zdarzeń, znanych w skali historii Polski: wyjście wojsk polskich generała Macieja Rybińskiego po upadku powstania listopadowego przeciwko rosyjskiemu zaborcy, początki tzw. partyzantki Zaliwskiego w 1833 r., czy też wydarzenia powstania styczniowego i ostatnich tygodni życia jednego z jego przywódców – gen. Zygmunta Padlewskiego. W czasie I wojny światowej, od 1915 r. Rypin znajdował się pod okupacją niemiecką po wycofaniu się zaborczych wojsk rosyjskich. Odzyskanie przez Polskę niepodległości w 1918 r. doprowadziło do wyzwolenia spod niemieckiej okupacji. W Rypinie odrodziły się polskie władze lokalne, a od stycznia 1919 r. gród nad Rypienicą ponownie stał się stolicą powiatu, będącego częścią województwa warszawskiego.

Podziękowanie od Marszałka Józefa Piłsudskiego za życzenia urodzinowe od dzieci z Rypina złożone w formie pisemnej na ręce Karoliny Kłobuszewskiej

Okres II Rzeczypospolitej był czasem rozkwitu miasta. Rozbudowano infrastrukturę: szpital św. Marcina (później dra Franciszka Dłutka), Szkoła Podstawowa im. J. Piłsudskiego (później SP nr 1), gimnazjum (później Zespół Szkół nr 1 im. ks. Czesława Lissowskiego), stadion miejski (później boisko Gimnazjum im. Józefa Wybickiego). Rozwijała się gospodarka, powstały: Spółdzielnia Mleczarska ROTR, Bank Spółdzielczy, Spółdzielczy Młyn Rolniczy. Swoje struktury miały w Rypinie liczne organizacje ogólnopolskie i stowarzyszenia lokalne. Działo się to wszystko w warunkach wielonarodowości i wielokulturowości miasta, co obrazują świątynie w nim istniejące: kościół katolicki św. Trójcy, kościół ewangelicko-augsburski, synagoga, cerkiew prawosławna. W 1928 r. Rypin wizytował prezydent RP Ignacy Mościcki.
W wyniku reformy administracyjnej z 1938 r., Rypin znalazł się w województwie pomorskim.

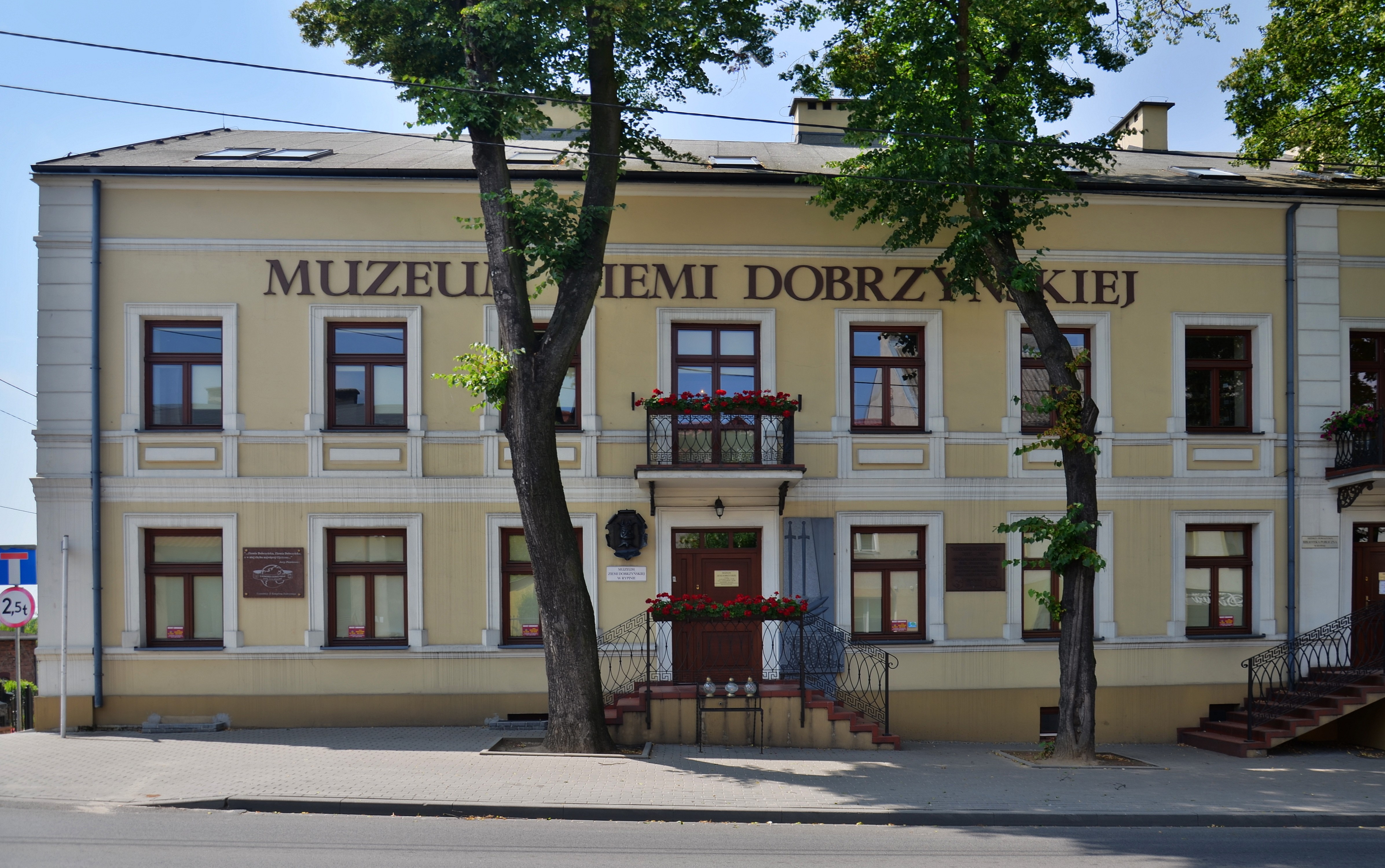
Dawny szpital, później Muzeum Ziemi Dobrzyńskiej

Podczas agresji niemieckiej na Polskę, we wrześniu 1939 na Rypin spadły bomby, później setki mieszkańców miasta i powiatu poddano akcji eksterminacyjnej. W październiku 1939 w Rypinie, formacje SS, policji niemieckiej i Selbstschutzu rozstrzelały kolejno grupy Polaków i Żydów – przy ul. Warszawskiej 1000 osób, na cmentarzu żydowskim 48 osób (w tym 1 kobietę), w lasku Rusinowo 22 osoby, oraz na boisku sportowym 22 osoby. Rypiński „Dom Kaźni” stał się miejscem męczeńskiej śmierci nauczycieli, księży, urzędników, ziemian, Żydów, a lasek w Rusinowie k. Rypina (ok. 150 rozstrzelanych Polaków i Żydów) i las w Raku k. Skrwilna (ok. 1450 zamordowanych Polaków, w tym uczniowie gimnazjum w Grudziądzu) – ich zbiorową mogiłą. W powiecie rypińskim egzekucje, wykonywane przez żandarmerię niemiecką, Gestapo i oddziały Jagdkommando, miały miejsce ponadto w miejscowości Księte (8 Polaków, zamordowanych w styczniu 1942), Linne (2 Polaków rozstrzelanych w styczniu 1944), Okalewko (8 Polaków rozstrzelanych 29 sierpnia 1944), oraz Czumsk Duży (22 Polaków zamordowanych w sierpniu 1944). Część mieszkańców pochodzenia żydowskiego deportowano do getta w Legionowie.
W okresie 1939–1945, w okresie okupacji niemieckiej, miasto leżało na terenach bezpośrednio inkorporowanych do hitlerowskich Niemiec. Powiat rypiński leżał w obrębie rejencji bydgoskiej, w Okręgu Gdańsk-Prusy Zachodnie.
Mimo tych represji, od wiosny 1940 działał w Rypinie i okolicach ruch oporu Polskiego Państwa Podziemnego i jego formacji zbrojnych: Związku Walki Zbrojnej, a później Armii Krajowej przeciwko niemieckim okupantom. W mieście stacjonował 4 Zapasowy Batalion Luftwaffe (niem. Feldersatz-Bataillon der Luftwaffe 4), a w pobliżu miasta znajdował się poligon Luftwaffe (niem. Luftwaffe-Übungsplatz Rippin).
W styczniu 1945, w wyniku ofensywy Armii Czerwonej Rypin został zdobyty 21 stycznia przez żołnierzy 65 Armii i 1 Gwardyjskiego Korpusu Pancernego i w mieście powstały struktury władzy komunistycznej. Wielu mieszkańców, związanych z ruchem oporu, zostało wywiezionych na wschód lub osadzonych w specjalnych obozach. W okolicach Rypina do 1947–1948 roku działały resztki oddziałów poakowskich.

KDSH w Rypinie – market spożywczo-przemysłowy (budynek z czasów PRL) wraz z chińskim centrum handlowym Nihao

W 1950 roku odsłonięto Pomnik Wdzięczności na pl. Wolności dla żołnierzy radzieckich z II Frontu Białoruskiego zdobywających Rypin w 1945 roku.
W okresie PRL miasto do 1975 roku było stolicą powiatu i wtedy lokowano w nim inwestycje, np. Fabrykę Akcesoriów Meblowych, Zespół Szkół Ekonomicznych, rozbudowano szpital powiatowy. Po likwidacji powiatów Rypin stracił na znaczeniu i w systemie centralnego planowania zmniejszył się napływ środków inwestycyjnych.
W 1982 r. biskup płocki utworzył drugą parafię rzymskokatolicką. W 1990 r. poświęcono nowy kościół pw. Najświętszego Serca Jezusowego (parafia św. Stanisława Kostki).

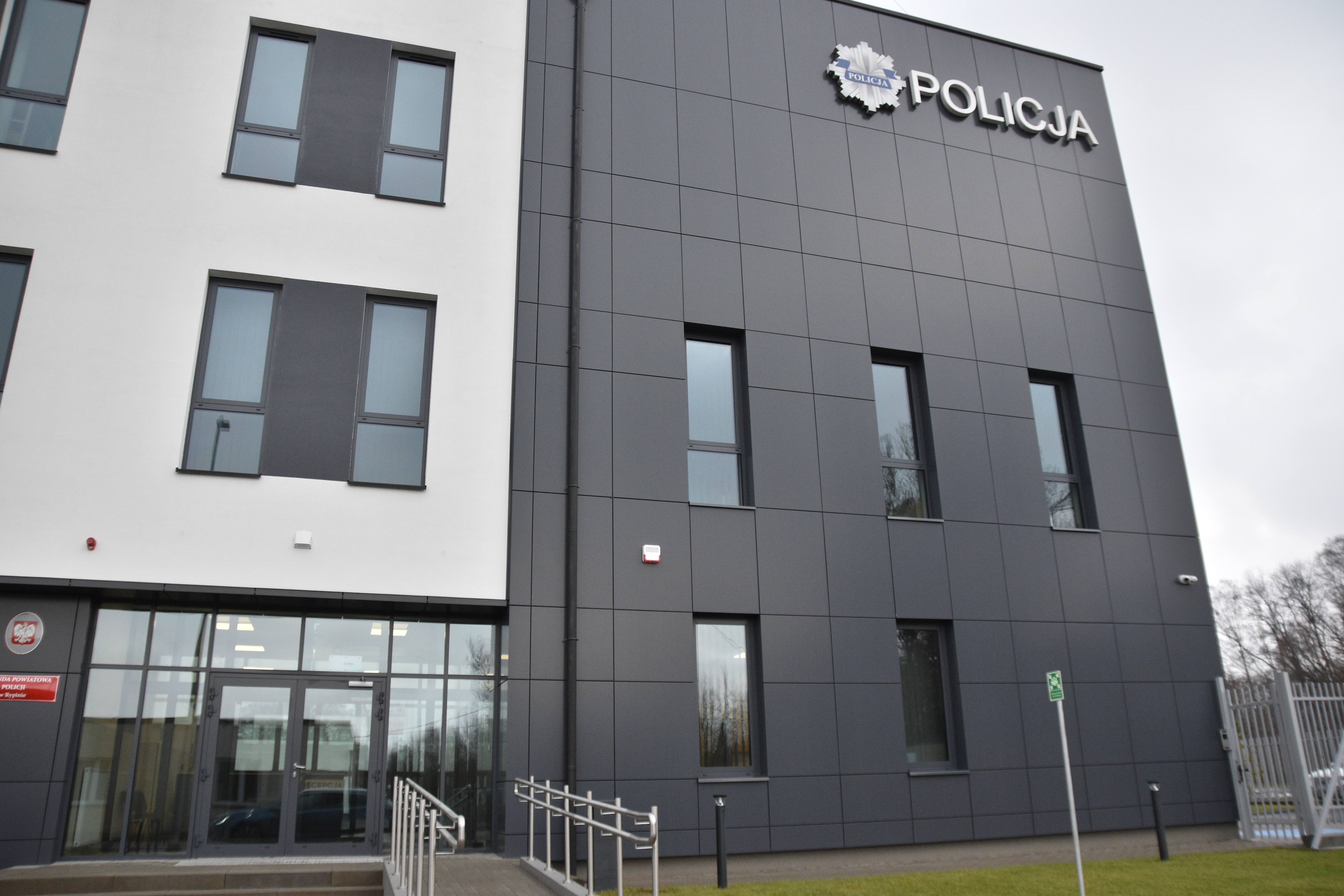
Budynek Komendy Powiatowej Policji w Rypinie

11 listopada 2018 roku w obchodach święta Odzyskania Niepodległości w Rypinie udział wziął prezydent  Andrzej Duda, który uroczyście otworzył nowy skwer przy ulicy Powstania Styczniowego.

## Burmistrzowie Rypina
- Józef Budzanowski – 1927 – odznaczony Srebrnym Krzyżem Zasługi za „zasługi w pracy społecznej i samorządowej”[10].

Od 1990 roku:
- Adam Łapkiewicz, 1990–1998
- Stefan Borowski, 1998–2002
- Krzysztof Adam Maciejewski, 2002–2006
- Marek Błaszkiewicz, 2006–2010
- Paweł Grzybowski, od 2010

## Symbole i święto miasta

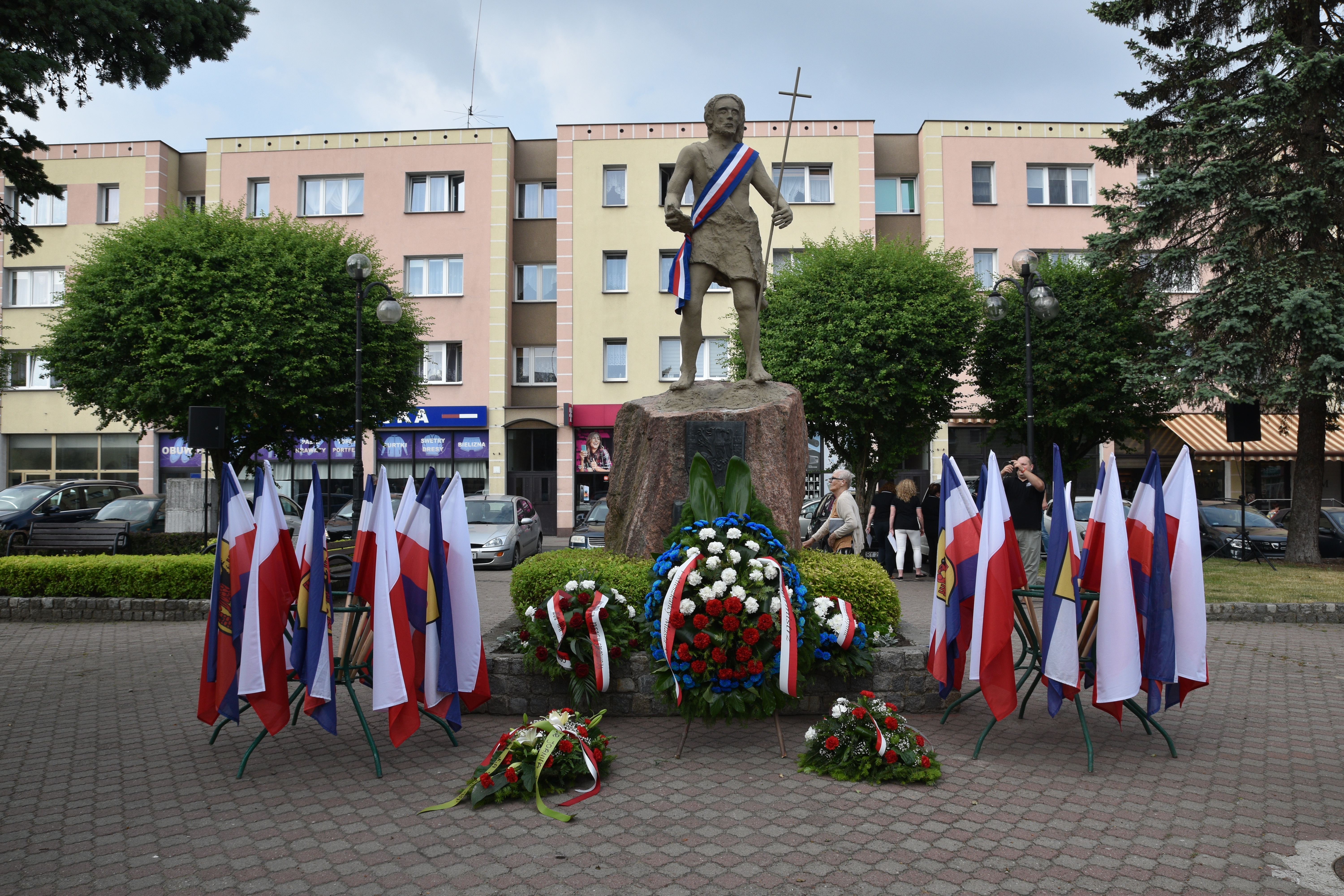
Pomnik patrona miasta Jana Chrzciciela

Herbem miasta jest czarny pół lew spięty grzbietem z czerwonym pół orłem między oblankowanymi czerwonymi basztami z ciosu kamiennego z cienkimi otworami strzelniczymi, całość umieszczona centralnie w polu tarczy herbowej koloru złotego.
Barwami miasta są kolory ułożone na fladze w cztery pasy poziome, równej szerokości według kolejności od góry do dołu: niebieski, biały, czerwony, niebieski. Rada miasta posiada sztandar. Hymnem miasta jest Pieśń o Rypinie.
Patronem miasta jest Święty Jan Chrzciciel, który został ogłoszony przez Kongregacje do spraw Kultu Bożego i Dyscypliny Sakramentów podczas pontyfikatu Benedykta XVI w 2010 roku. Świętem miasta jest dzień 24 czerwca. Jest to dzień lokacji miasta przez księcia dobrzyńskiego Władysława w 1345 roku.

## Demografia
Z końcem roku 2022 Rypin zamieszkiwało 15 514 osób. Według danych GUS z 31 grudnia 2019 r. Rypin liczył 16 130 mieszkańców. Z końcem 1998 r. gminę miejską zamieszkiwało 16 971 osób, gęstość zaludnienia wynosiła 1697 osób na km² powierzchni. Od roku 2010 obserwuje się systematyczny spadek ludności miejskiej, natomiast od roku 1975 do 1998 w Rypinie przybyło 5447 nowych mieszkańców (wzrost aż o 47,3%).

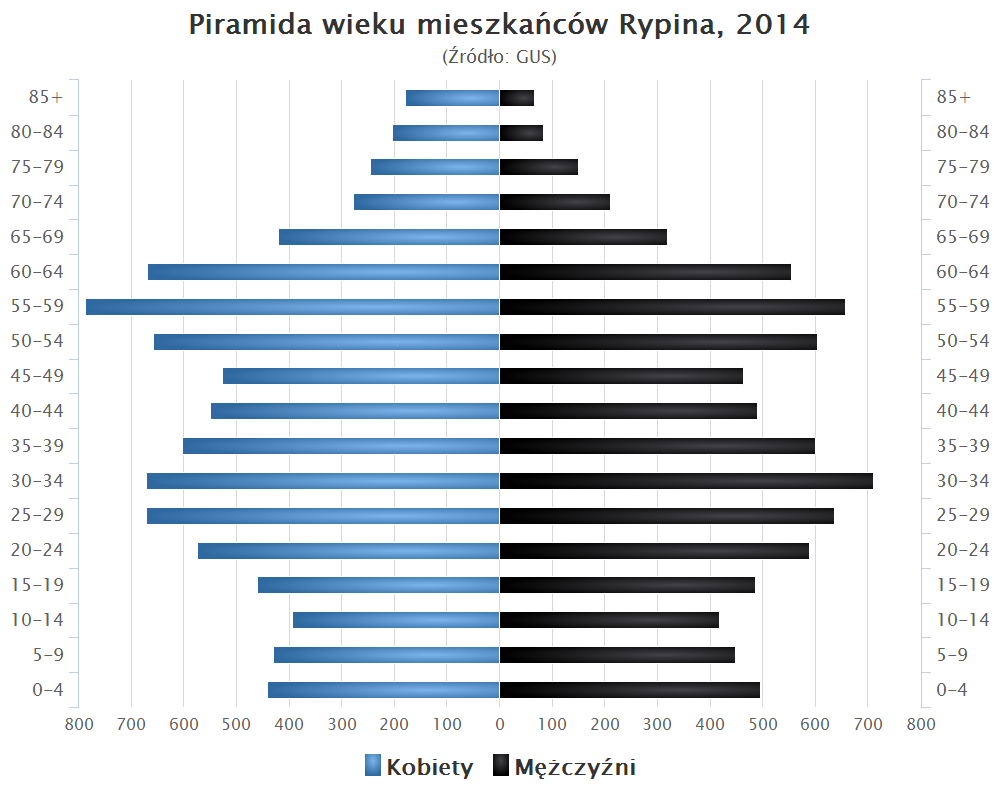
Piramida wieku mieszkańców Rypina w 2014 roku

Dane z 2022 r.:
| Opis                              | Ogółem | Ogółem | Kobiety | Kobiety | Mężczyźni | Mężczyźni |
| --------------------------------- | ------ | ------ | ------- | ------- | --------- | --------- |
| Jednostka                         | osób   | %      | osób    | %       | osób      | %         |
| Populacja                         | 15 514 | 100    | 8157    | 52,58   | 7357      | 47,42     |
| Gęstość zaludnienia [mieszk./km²] | 1415,5 | 1415,5 | 744,3   | 744,3   | 671,2     | 671,2     |

## Gospodarka

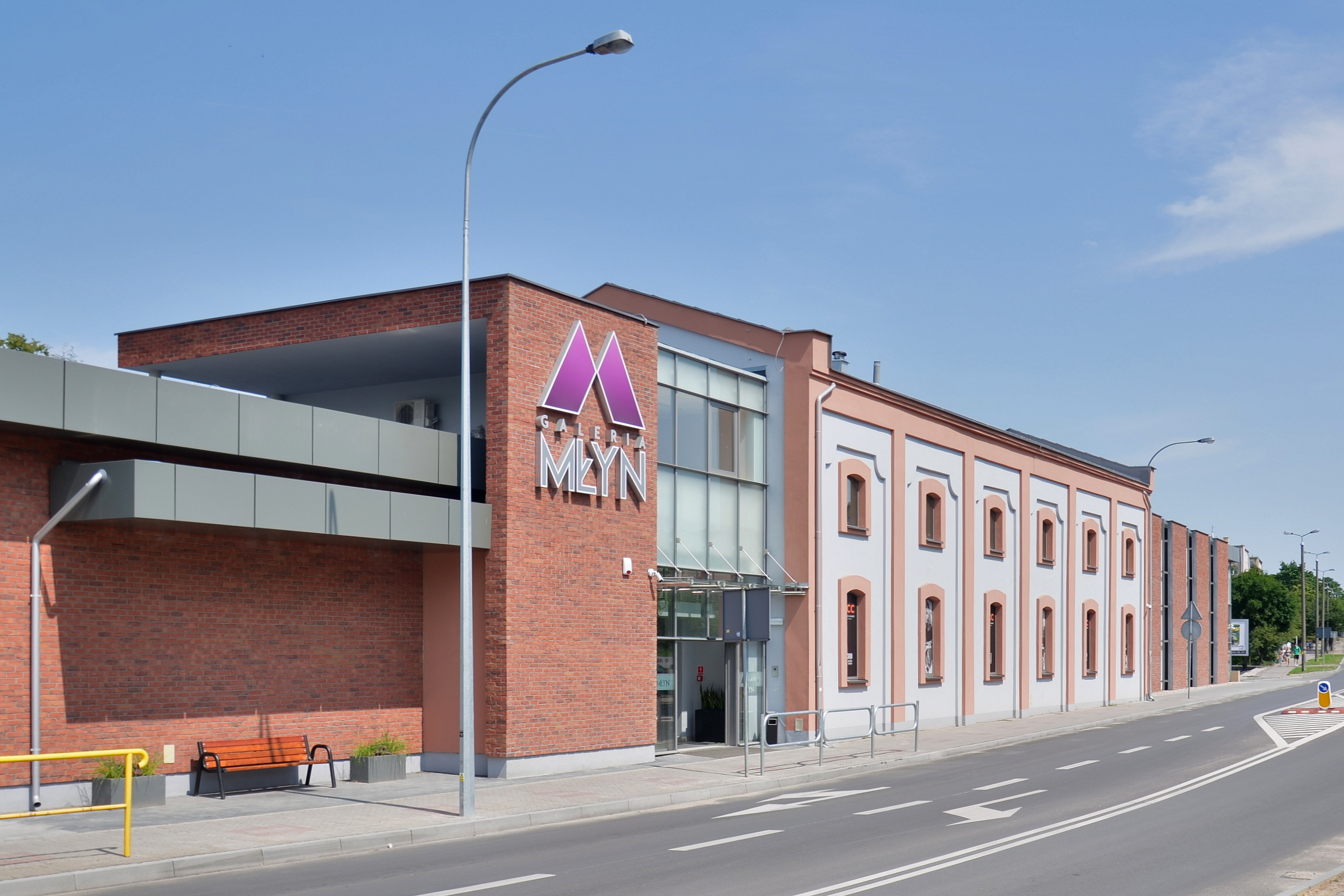
Galeria handlowa (dawny młyn)

W mieście działają branże: odzieżowa, spożywcza, budowlana, metalowa i inne. Rozwinięty jest handel zarówno hurtowy, jak i detaliczny. W tych gałęziach znajduje pracę większość mieszkańców.

## Transport

### Drogowy
Przez Rypin przebiegają drogi wojewódzkie:
- droga wojewódzka nr 534 (Grudziądz – Golub-Dobrzyń – Rypin)
- droga wojewódzka nr 557 (Rypin – Lipno)
- droga wojewódzka nr 560 (Brodnica – Rypin – Sierpc – Bielsk)
- droga wojewódzka nr 563 (Rypin – Żuromin – Mława)

#### Komunikacja autobusowa
Komunikacja autobusowa zapewnia połączenia z Bydgoszczą, Toruniem, Warszawą, Włocławkiem, Olsztynem, Brodnicą, Lipnem, Płockiem, Mławą i in.
Główni przewoźnicy autobusowi to Kujawsko-Pomorski Transport Samochodowy oraz Arriva.

### Kolejowy
Przez Rypin przebiega linia kolejowa nr 33 (Kutno-Brodnica), na której znajduje się stacja kolejowa. W Rypinie od 2000 do 2021 roku nie zatrzymywały się pociągi pasażerskie. 12 grudnia 2021 roku w Rypinie zatrzymał się pierwszy od 21 lat planowy pociąg pasażerski, TLK „Flisak”, spółki PKP Intercity, relacji Gdynia Główna–Katowice.

## Edukacja
Zespoły Szkolno-Przedszkolne
- Zespół Szkolno-Przedszkolny nr 1 (Szkoła Podstawowa nr 1 im. mjr. Henryka Sucharskiego, Przedszkole Miejskie nr 2, Liceum Sztuk Plastycznych)
- Zespół Szkolno-Przedszkolny nr 2 (Szkoła Podstawowa nr 3  im. Jana Pawła II, Przedszkole Miejskie nr 1 z Oddziałami Integracyjnymi, Przedszkole Miejskie nr 3 im. Niezapominajki)

Szkoły ponadpodstawowe:
- Zespół Szkół nr 1 w Rypinie im. ks. Czesława Lissowskiego
  - Liceum Ogólnokształcące,
  - Policealne Studium Zawodowe Technik Informatyk,
  - Liceum dla Pracujących.

Zespół Szkół nr 2 im. Unii Europejskiej

- Zespół Szkół nr 2 im. Unii Europejskiej
  - Technikum (kierunki kształcenia: technik ekonomista, technik informatyk, technik logistyk, technik żywienia i usług gastronomicznych, technik usług fryzjerskich, technik mechatronik)
  - Liceum Profilowane: profil ekonomiczno-administracyjny, profil socjalny, profil zarządzanie informacją,
  - Liceum Ogólnokształcące: oddział mundurowy,
  - Szkoła Policealna,
  - Technikum Uzupełniające,
  - Szkoła branżowa I i II stopnia.

Zespół Szkół nr 3 im. Bogdana Chełmickiego

- Zespół Szkół nr 3 im. Bogdana Chełmickiego
  - Technikum: technik turystyki wiejskiej, technik informatyk, technik żywienia i gospodarstwa domowego, technik agrobiznesu, technik organizacji reklamy,
  - Liceum Profilowane: profil usługowo-gospodarczy, profil rolniczo-spożywczy,
  - Zasadnicza Szkoła Zawodowa: zawód rolnik, zawód mechanik o specjalizacji operator pojazdów i maszyn rolniczych.
- Zespół Szkół nr 5 im. ks. Jana Twardowskiego
  - Zasadnicza Szkoła Zawodowa,
  - Szkoła Muzyczna I Stopnia.
  - Szkoła Podstawowa w Zespole Szkół nr 5 im. ks. Jana Twardowskiego

## Turystyka, rekreacja i sport

Rypińskie Centrum Sportu

W listopadzie 2011 r. otwarto Rypińskie Centrum Sportu z halą sportową, basenem ze zjeżdżalnią o długości ok. 107 m, kręgielnią i spa.
W mieście znajduje się stadion sportowy im. Stanisławy Walasiewicz, dwa boiska Orlik 2012, skatepark, korty tenisowe, mini golf, siłownie na świeżym powietrzu.

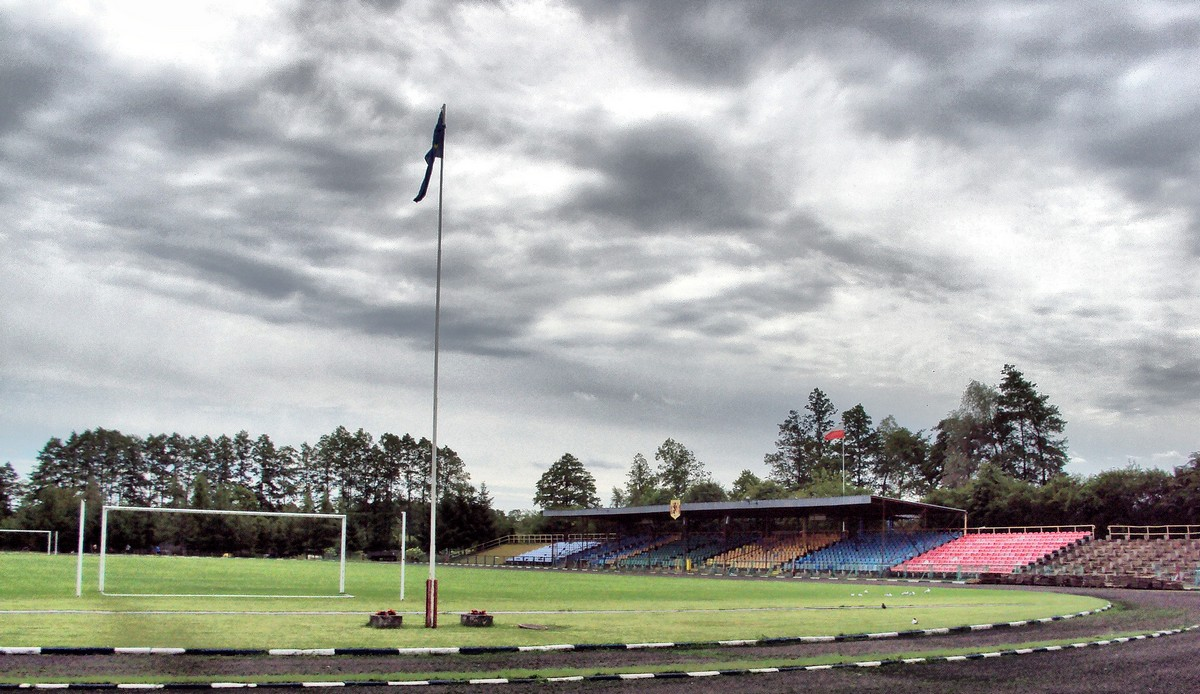
Stadion MOSiR w Rypinie

W roku 1922 powstał klub sportowy R.K.S. Lech Rypin, który w sezonie 2008 roku wywalczył awans do II ligi (grupa zachodnia). Po 10 latach spadł do III ligi, awansował ponownie w 1998 roku. W sezonie 2011/12 wywalczył awans do II ligi. W połowie sezonu 2012/13 wycofał się z rozgrywek, co spowodowało degradację do IV ligi.

## Zabytki i atrakcje turystyczne

Kaplica św. Barbary

- Kościół rzymskokatolicki pw. Najświętszego Serca Jezusa Chrystusa parafii św. Stanisława Kostki. Wewnątrz kościoła znajdują się witraże, każdy o powierzchni 212 m² przedstawiające: Ostatnią Wieczerzę, Stworzenie Świata i Sąd Ostateczny. Są to jedne z największych sakralnych witraży w Europie. W prawej nawie umieszczony jest mniejszy witraż, ukazujący symbolicznie Ducha Świętego.
- Kościół Świętej Trójcy wzniesiony został w II ćwierci XIV w. prawdopodobnie przez Krzyżaków. Zbudowany jest w stylu gotyku niemieckiego. Szczyty i kruchta zachodnia to styl neogotycki. Świątynia jest murowana, w cegłach widoczne są liczne wgłębienia (ślady po prymitywnych narzędziach służących do rozpalania ognia w czasie uroczystości obchodów wigilii paschalnej w Wielką Sobotę). Od zachodu znajduje się neogotycka kruchta. Wnętrze nakryte jest pozornym sklepieniem kolebkowym pochodzącym z 1821 r. Kościół był odnawiany po raz ostatni w 2015 r. Wokół kościoła ogrodzenie z bramą z 1839 r. i neogotycka dzwonnica z 1925 r.
- Kościół ewangelicko-augsburski. Wybudowany w 1888 r. w tzw. Grodzie Templariuszy. Neogotycki, wykonany według projektu Stappelmanna. Wnętrze kościoła zdobi bogata polichromia, rzeźbiona ambona i trzyczęściowy ołtarz. Wyposażony jest w stylowe ławki i empory. Wieżę zdobi zegar sprowadzony z Pragi w 1911 r.
- Kaplica św. Barbary zbudowana przed 1694 r. Drewniana konstrukcja zrębowa na podmurówce kamiennej. Dach wielopołaciowy kryty gontem, na nim wieżyczka zwieńczona daszkiem namiotowym. Ostatnimi czasy odkryto i odrestaurowano polichromie.
- Kamieniczki z przełomu XIX i XX w., średniowieczna siatka ulic i charakterystyczny prostokątny rynek.

Parowóz kolei wąskotorowej Kp4

- Fragment muru obronnego usytuowany w sąsiedztwie kościoła świętej Trójcy. Zachowany fragment posiada 29 metrów długości, 5 metrów wysokości i 1,1 m grubości. Zbudowany z cegły na fundamencie kamiennym i pochodzi z tego samego okresu co kościół św. Trójcy.
- Gmach „Zgody” zbudowany w latach 1913–1917 w stylu przypominającym neobarok, na stalowych palach wbitych w ziemię.
- Magistrat o skromnych cechach neoklasycystycznych zbudowany w 1917 roku. Początkowo służył (do 1925 r.) jako miejska elektrownia.
- Młyn zbożowy z 1900 roku, przebudowany na galerię handlową.
- Dawny szpital, później Muzeum Ziemi Dobrzyńskiej w Rypinie. W latach okupacji siedziba Gestapo. Zbudowany w 4 ćw. XIX w.
- Neoklasycystyczny gmach starostwa zbudowany w 1930 roku, później Urząd Miasta.
- Najstarszy drewniany budynek w mieście przy ulicy Kościuszki 31, z połowy XIX wieku.
- Na łąkach nieopodal rypińskiej fary do niedawna czytelne jeszcze były fragmenty średniowiecznych fos.
- cmentarz parafialny przy ul. Lipnowskiej z nagrobkami od 2. poł. XIX w., z kwaterą prawosławną, na której zachowanych jest ok. 30 nagrobków z XIX i pocz. XX w.[14]

## Niezachowane obiekty sakralne i obronne
- Brama sierpecka zbudowana w 1 poł. XIV wieku, przez krzyżaków, rozebrana na rozkaz niemieckich władz okupacyjnych, przez miejscowych Żydów w grudniu 1939 r.
- Drewniany kościół św. Ducha z 1823 r. na miejscu starszych kościołów bożogrobców (najstarszy 1349), rozebrany w 1940 r.
- Synagoga Żydowska w Rypinie
- Cerkiew Prawosławna w Rypinie z 1900 r. w dwudziestoleciu międzywojennym funkcjonowała jako kościół szkolny, rozebrana w 1937 r.
- Zamek, zbudowany przed 1348 rokiem
- Ratusz miejski, rozebrany w 1867 roku[15]
- W pobliskim Starorypinie kościół św. Piotra i Pawła
- Baszta średniowieczna rozebrana w 1868 r.[16]

## Kultura i sztuka
- Muzeum Ziemi Dobrzyńskiej, przy którym działa także bractwo rycerskie[17].
- Pracownia witraży Elżbiety i Bartosza Bednarskich
- Młodzieżowy zespół muzyczny – „Tama” przy urzędzie gminy Rypin.
- Miejsko-Powiatowa Biblioteka Publiczna działająca od 1904 roku[18].
- Klub literacki działający od 2000 roku przy bibliotece, skupiający poetów rypińskich. W grudniu 2000 MBP wydała utwory klubu literackiego zebrane w antologii zatytułowanej „Album poetycki”. W 2003 r. wydano tom wierszy „Album II. Wiersze, aforyzmy, proza”[19].
- Ogólnopolski Przegląd Teatrów Amatorskich „Rypińska Wiosna Teatralna”.
- Ogólnopolskiego Dziecięcego Festiwalu Country.

Od 2007 r. miasto jest siedzibą Dobrzyńskiego Towarzystwa Naukowego, które zrzesza ponad 100 członków z kraju i z zagranicy. DTN wydaje periodyk naukowy pt. „Rocznik Dobrzyński”. Do roku 2018 ukazało się 12 tomów tego wydawnictwa o objętości ponad 3,5 tys. stron. Prezesem Towarzystwa jest prof. Mirosław Krajewski.

### Rypiński Dom Kultury
Dom Kultury wraz z Kinem Bałtyk, który jest organizatorem wielu wydarzeń kulturalnych i sportowych. Na terenie RDK funkcjonują różne grupy artystyczne: Muzyczna Strefa, Grupa Estradowa, chór nauczycielski „Belcanto”, Miejska Orkiestra Dęta, Modelarnia Hobby, Klub Seniora „Wrzosy”, Chór Seniora „Srebrny Włos”, Klub Seniora „Srebrny Włos”.
W latach 2017–2018 Rypiński Dom Kultury przeszedł gruntowną modernizację. Projekt składał się z przebudowy część pomieszczeń budynku w tym sali widowiskowo-kinowej i holu o łącznej powierzchni użytkowej około 570 m². Zmieniony został kąt nachylenia widowni, zwiększyła się też liczba miejsc siedzących z 211 do 269. Sala została wyposażona w nowoczesne systemy oświetlenia scenicznego i nagłośnienia. Kino wzbogaciło się o nowy, wysokiej klasy fortepian marki Hoffman, który służy w organizacji koncertów oraz zajęć muzycznych.

### Imprezy
- Festiwal Balonowy – pierwsza edycja festiwalu balonowego odbyła się w 2016 roku.
- Ogólnopolskie Targi Rolnicze Agra Rypin – organizowane od 1990 roku w drugi weekend września.
- Rypiński Bieg po Zdrowie Doliną Rypienicy (dystans 10 km).
- Dni Rypina – obchodzone corocznie, rozpoczynające się w dniu 24 czerwca w dzień wspomnienia Świętego Jana Chrzciciela Patrona Miasta Rypin. Tego dnia w Rypińskim Domu Kultury odbywa się uroczysta Sesja Rady Miasta Rypin, po której następuje również uroczyste zawierzenie miasta jego patronowi na ulicy Rynek, gdzie znajduje się jego pomnik oraz składane są kwiaty pod pomnikiem Księcia Dobrzyńskiego Władysława, założyciela miasta Rypin.
- Gęsina – piknik rodzinny „Na świętego Marcina najlepsza gęsina z Rypina” organizowana z okazji święta odzyskania niepodległości 11 listopada. Podczas wydarzenia mieszkańcy mogą skosztować wyrobów z gęsiny, przygotowanych przez koła gospodyń wiejskich.
- Bieg Wilczym Tropem – impreza sportowa organizowana ku czci żołnierzy polskiego państwa podziemnego. W Rypinie odbywa się od 2016 roku.
- Ekologiczna Majówka – piknik rodzinny organizowany cyklicznie na terenie miasta (z dwuletnią przerwą spowodowaną pandemią), podczas którego promowane są ekologiczne postawy wśród mieszkańców.

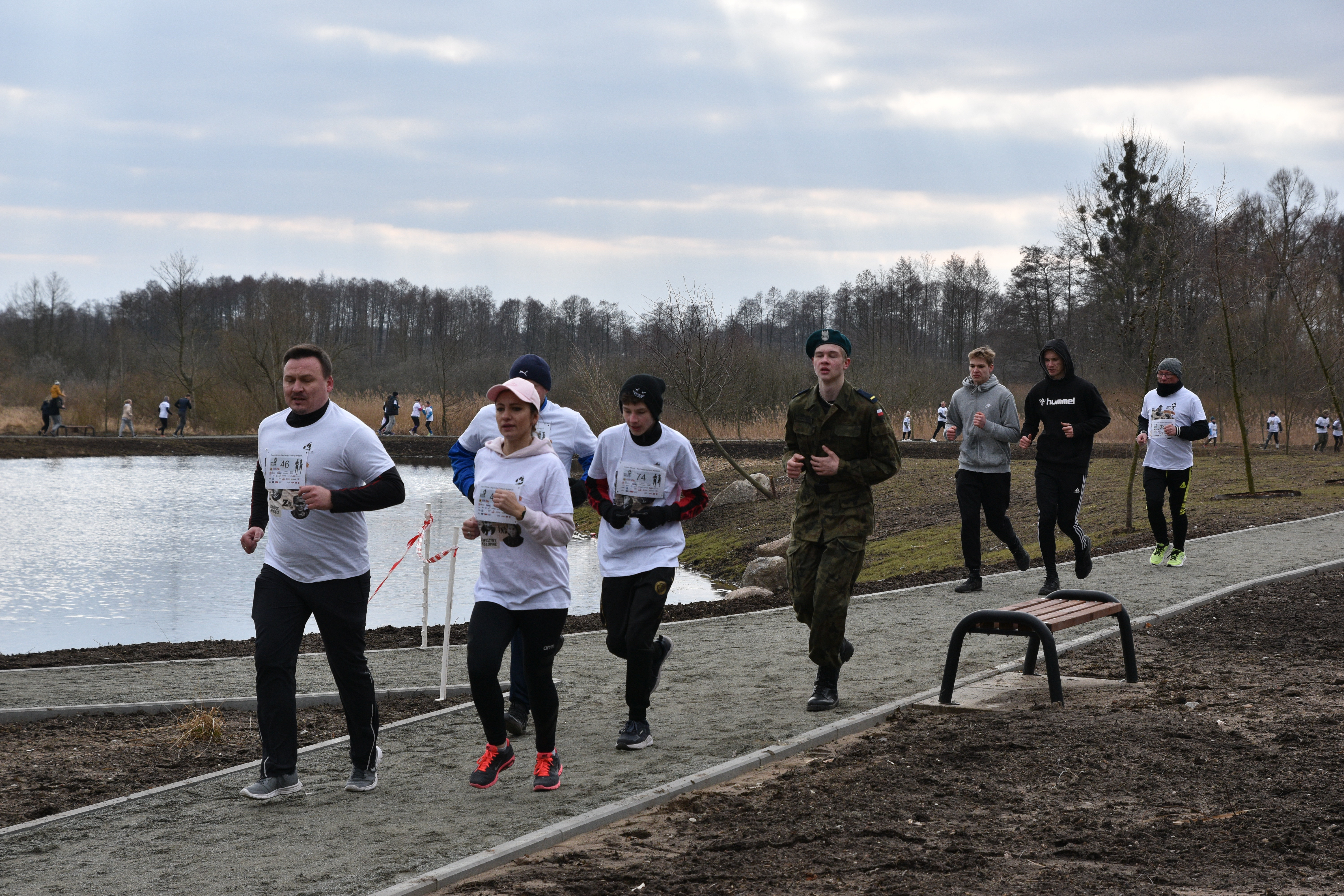
Bieg Wilczym Tropem
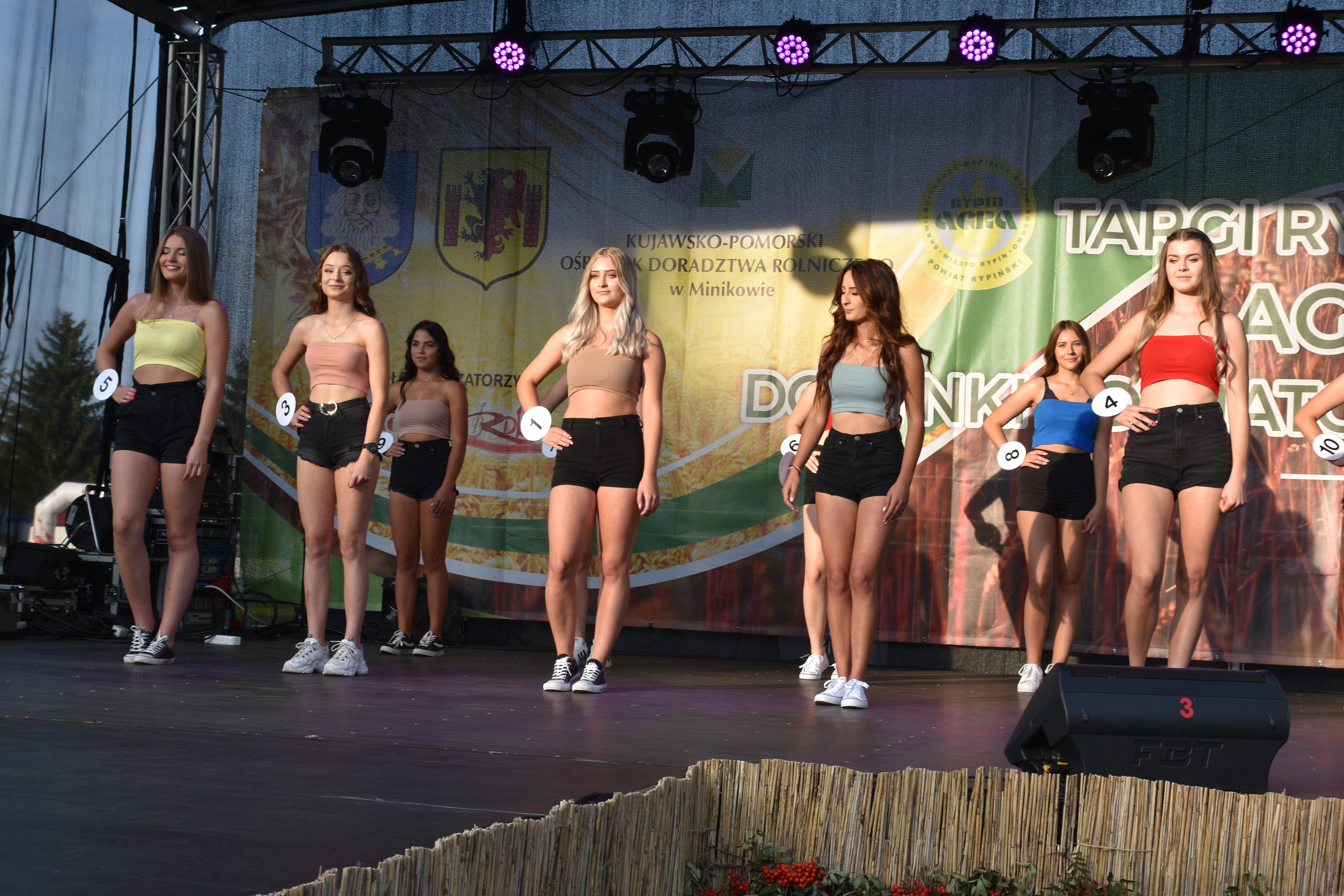
Wybory Miss Agra
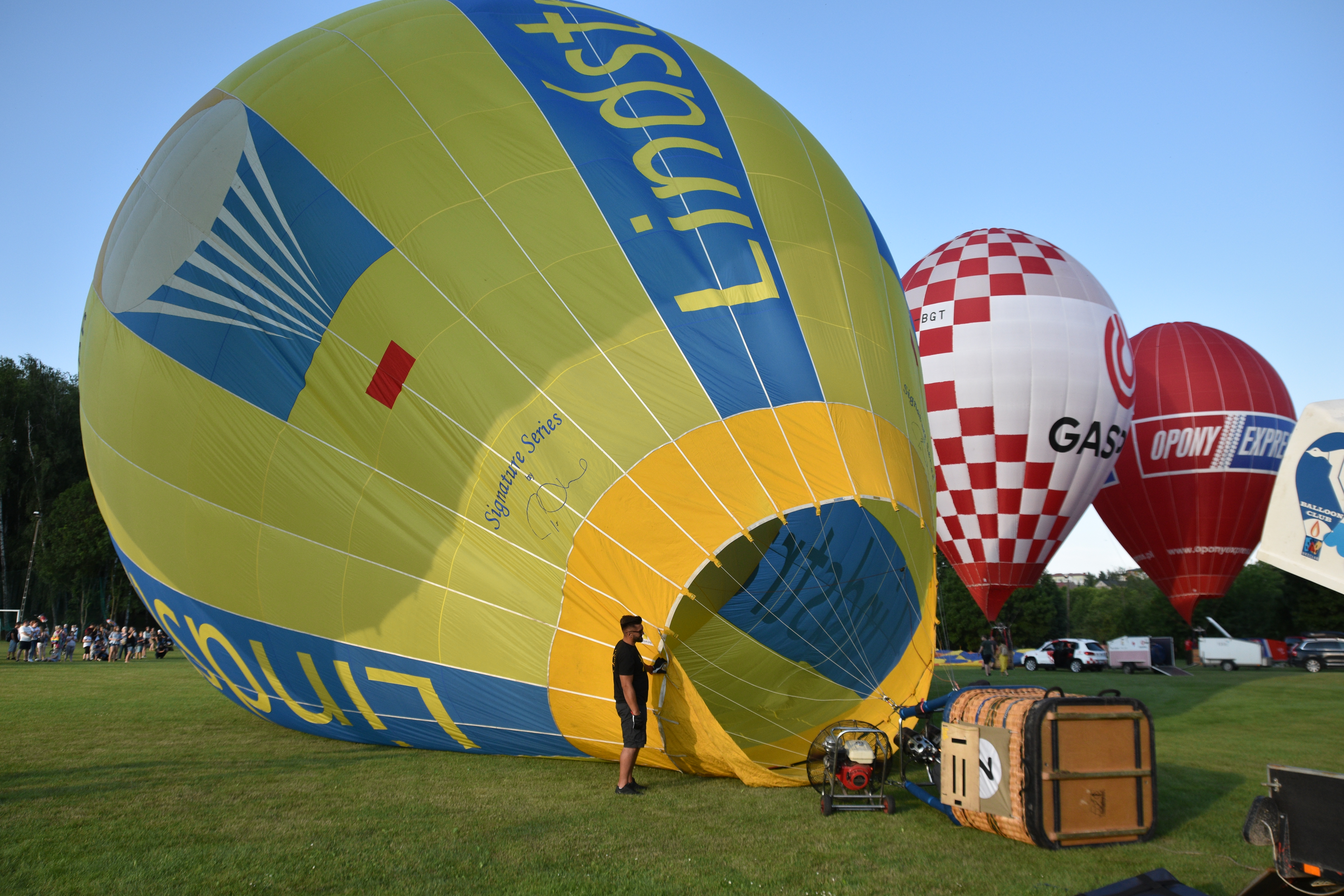
Festiwal Balonowy
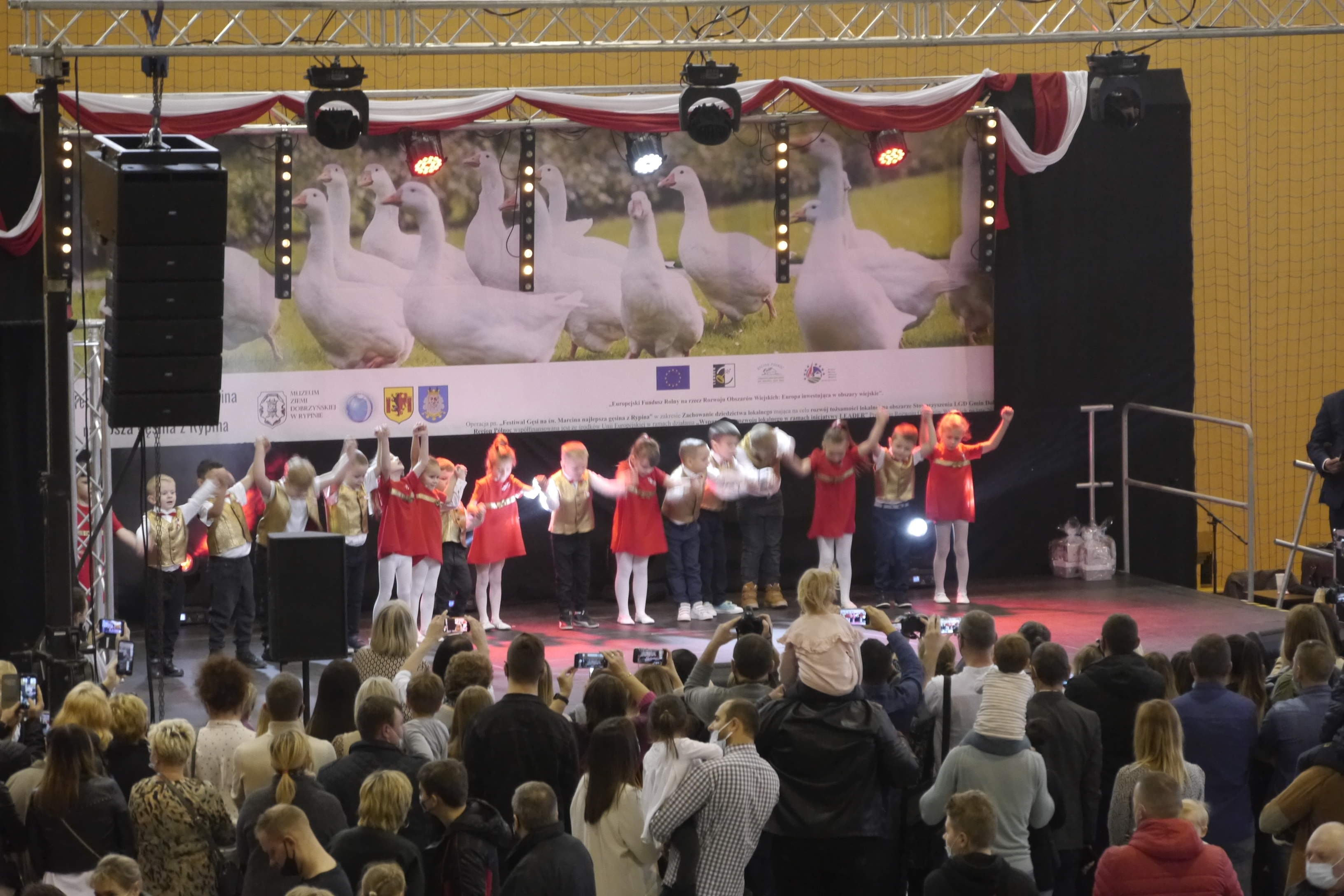
Gęsina

## Religia

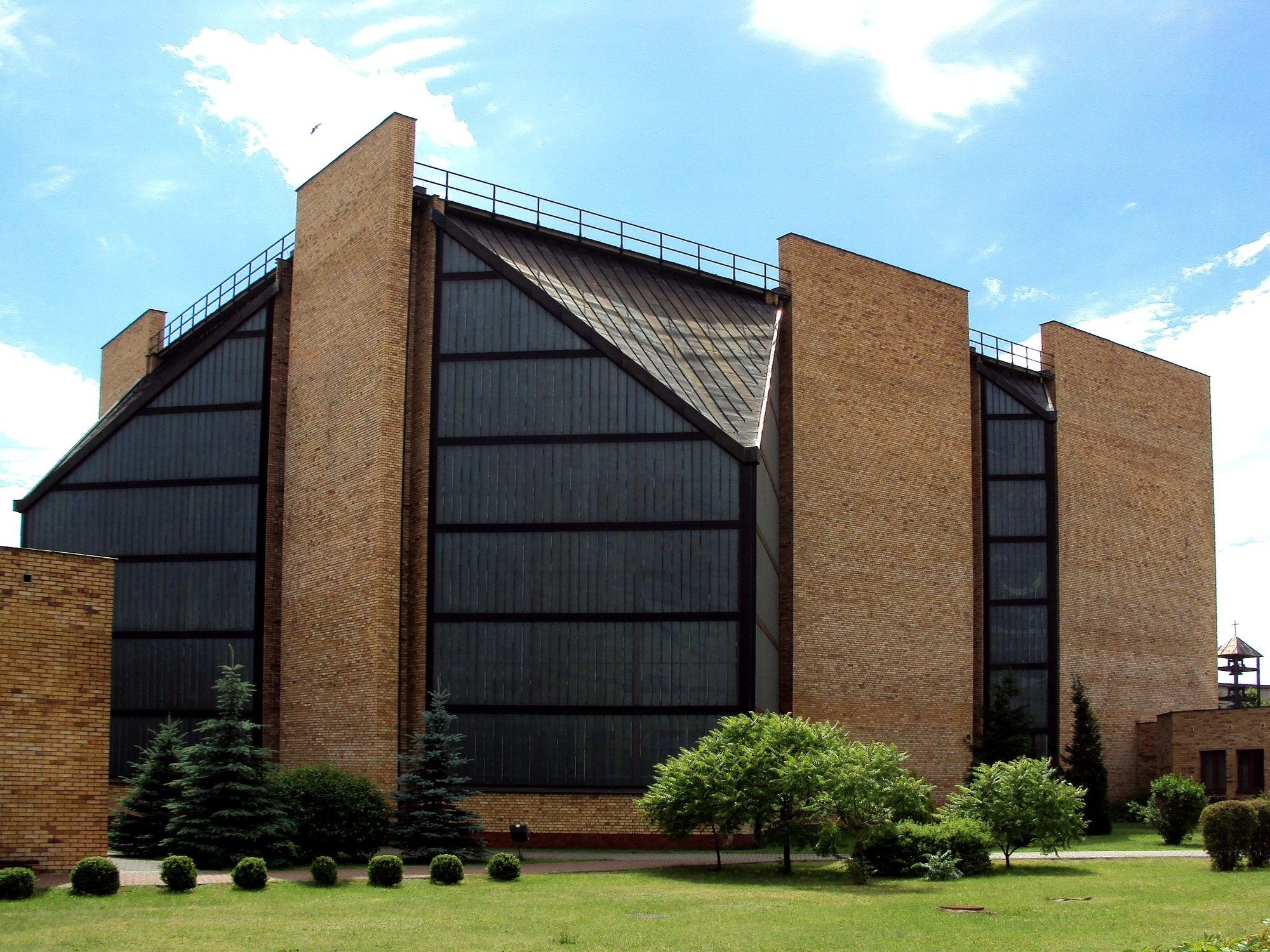
Kościół Najświętszego Serca Jezusa Chrystusa

Na terenie miasta działalność religijną prowadzą następujące związki wyznaniowe:

### Kościół Ewangelicko-Augsburski
- Parafia Ewangelicko-Augsburska w Rypinie

### Kościół Rzymskokatolicki
- Parafia Świętej Trójcy w Rypinie, Kościół Świętej Trójcy w Rypinie
- Parafia św. Stanisława Kostki w Rypinie

### Kościół Zielonoświątkowy
- Zbór „Arka”

### Świadkowie Jehowy
- Zbór Świadków Jehowy[21], polskojęzyczny oraz grupa polskiego języka migowego[22].

## Ekologia

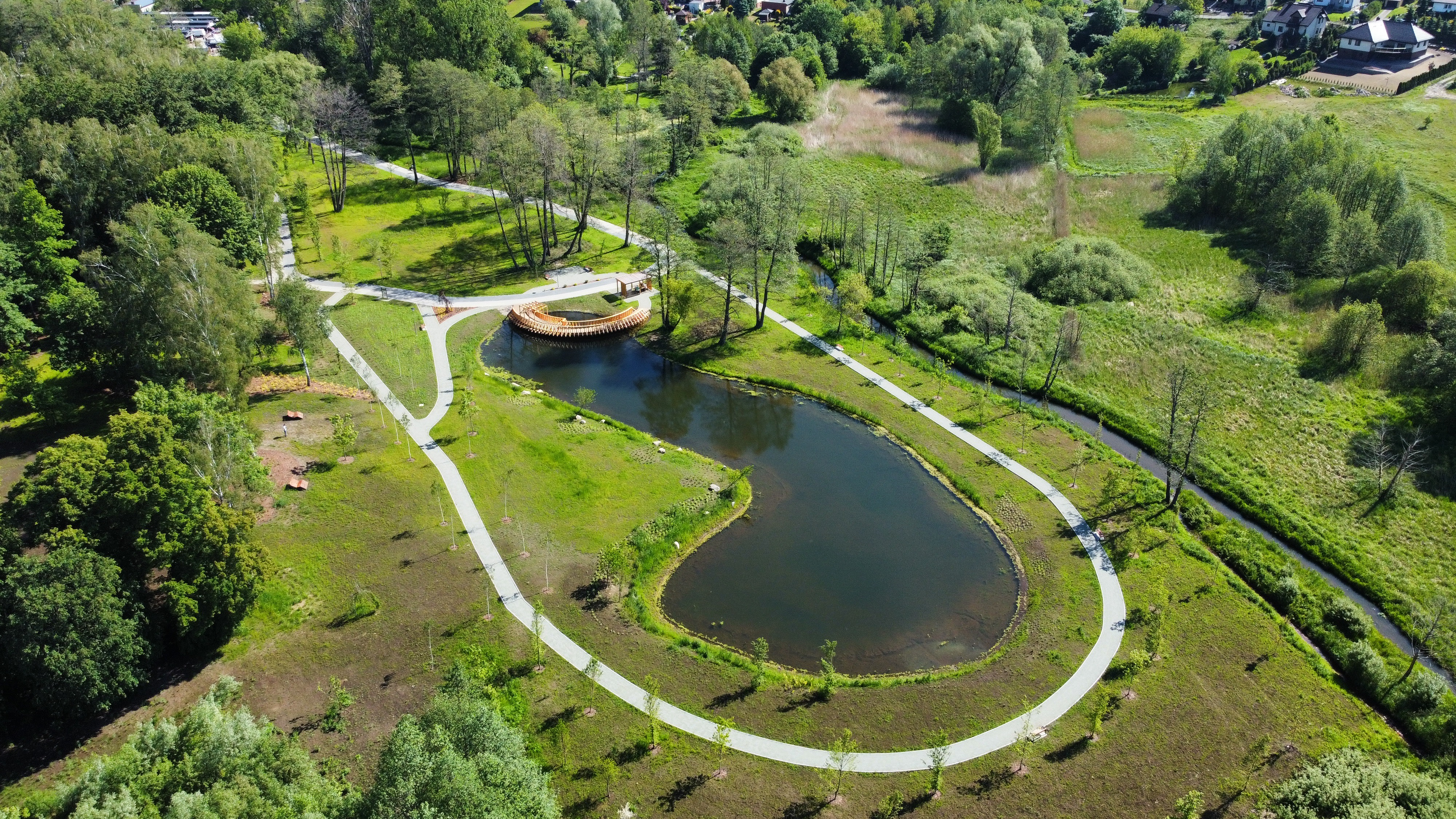
Park miejski przy ulicy Elizy Orzeszkowej z lotu ptaka

Miasto posiada system wodociągowo-kanalizacyjny i odwodnieniowy, mechaniczno-biologiczną oczyszczalnię ścieków. Korzysta z własnego wysypiska śmieci. W 2003 r. oddano do użytku Regionalny Zakład Utylizacji Odpadów Komunalnych w Puszczy Miejskiej, wybudowany przez Związek Gmin Rypińskich. W 2004 r. Rypin otrzymał tytuł Gmina Przyjazna Środowisku.
W 2022 r. odbyło się uroczyste otwarcie parku miejskiego przy ulicy Elizy Orzeszkowej. Rewitalizacja parku obejmowała otwarcie niedostępnej dotychczas południowo-wschodniej części parku. W ramach zadania w przestrzeni parku pojawiły się liczne nasadzenia drzew i krzewów, powstał pomost wraz z altaną wypoczynkową i małą architekturą, a także ścieżki rowerowe i piesze.

## Przysłowia
W XVII i XVIII wieku funkcjonowało przysłowie: „Szlachcic spod Rypina”, które oznaczało kogoś nieokrzesanego, prowincjusza.

## Honorowi Obywatele Miasta Rypin
1. prof. dr hab. Mieczysław Gogacz 1995
2. ks. Czesław Chojecki 1995
3. Ryszard Pawłowski 1995
4. płk Antoni Witkowski 1995
5. prof. dr hab. Włodzimierz Fijałkowski 1999
6. Jan Paweł II 1999
7. Jerzy Pietrkiewicz 2000
8. Maria Gretkowska Scarlini 2002
9. Zbigniew Sosnowski 2005
10. Lech Makowiecki 2005
11. Zbigniew Suszyński 2005
12. Tadeusz Kwiatkowski-Cugow 2005
13. ks. Jerzy Leszek Tyc 2009
14. gen. Bogusław Pacek 2012
15. Zdzisław Słabkowicz 2012
16. gen. Andrzej Fałkowski 2014
17. ks. prałat Tadeusz Zaborny 2016[26]

## Zasłużeni dla Miasta Rypin
1. Elżbieta i Andrzej Bednarscy 1995
2. dr Ambroży Bogucki 1995
3. Mieczysław Ciepliński 1995
4. Bożena i Julian Giedychowie 1995
5. Tadeusz Kwiatkowski-Cugow 1995
6. prof. Mirosław Krajewski 1995
7. Henryk Witkowski 1995
8. Beniamin Stencel 1995
9. Barbara Jenziorska 1996
10. ks. Antoni Podleś 1996
11. Halina Świdzińska 1996
12. Margerita Tomaszewska 1996
13. Kazimiera Żebrowska 1996
14. Roman Piotrowski 1997
15. Stanisław Dybanowski 1997
16. Jan Klimowski 1997
17. Józef Kułakowski 1997
18. Regina i Romuald Wierzchowscy 1997
19. Tadeusz Trojak 1997
20. Witold Ferdyn 1998
21. Albin Główczewski 1998
22. Barbara Wiśniewska 1998
23. Zygmunta Bojanowska 1999
24. Stefan Dąbrowski 1999
25. Maria Ciuchta 2000
26. Cezary Papiernik 2000
27. dr Paweł Ptaszyński 2000
28. Wacław Witkowski 2000
29. dr Józef Pełczyński 2000
30. Krystyna Witkowska 2004
31. Bożena Zaleśkiewicz 2004
32. Irena Zabudź- Kosmalska 2005
33. Wiesław Józef Pypkowski 2005
34. Włodzimierz Górecki 2007
35. Zygmunt Nychnerewicz 2007
36. Kazimierz Szulc 2000
37. Zenobia Rogowska 2008
38. Tadeusz Gutkowski 2008
39. Jan Golus 2012
40. Elżbieta Budzanowska 2015
41. Irena Witkowska 2015
42. Helena Feldheim 2015
43. Jan Zaborny 2016
44. Jan Szymański 2017
45. Aleksander Główczewski 2018
46. Andrzej Krzemiński 2019
47. Czesław Biały 2019
48. Jan Więczkowski 2020
49. dr Urszula Joanna Moszyńska 2020
50. Barbara Celebucka 2022
51. Anna Wilkanowska 2023[26]
52. Lech Wojciech Szalkowski 2024

## Miasta i gminy partnerskie
- Bauska[27]
- Łęczyca[28]
- Uggiate-Trevano[29]
- Pakroje